# Red House Theater
Red House Theater (chinois : 紅樓劇場 ; pinyin : Hónglóu Jùchǎng), parfois appelé Ximen Red House, est un ancien théâtre colonial japonais situé à Ximending, district de Wanhua, Taipei, Taïwan. Le théâtre se trouve au 10 Chengdu Road. 

## Histoire
Fondé en 1908 par l'architecte japonais Kondo Juro, inspiré par les constructions occidentales, le Red House Theater est à l'origine un marché qui devient rapidement très populaire parmi les Japonais. Drainant les populations alentour, le bâtiment est au cœur de la zone de loisirs de l'ouest de Taihoku (Taipei), l'actuel quartier de Ximending. 
Après la défaite du Japon et la rétrocession de Taïwan à la Chine, les habitants se réapproprient le lieu. Après la vague d'immigration chinoise qui suit la défaite du Kuomintang dans la guerre civile, le bâtiment est reconverti en théâtre, où les populations du continent viennent se distraire, notamment en assistant à des représentations de l'opéra de Pékin. En 1963, le théâtre est reconverti en cinéma et attire les jeunes occidentalisés, diffusant des films d'arts martiaux, des westerns, des films locaux...
En 1997, le cinéma est fermé et le bâtiment est protégé, étant inscrit comme site historique de classe III. En 2007, la Taipei Culture Foundation prend en charge l'exploitation du Red House Theater, avec l'ambition de le transformer en attraction touristique locale de premier plan. Ainsi, en 2010, sont ouvertes la Red House Tea Shop, centré sur l'art du thé, et la galerie d'art Cradle of Cultural Creative Dreamer, qui se spécialise dans la création d'art de rue et la sous-culture adolescente.

## Activités
Le Red House Theater est devenu un incontournable de la vie artistique et culturelle de l'ouest de Taipei, visité par plus de quatre millions de personnes depuis 2009, et ayant accueilli environ mille événements. Une salle de concert se trouve dans le complexe, accueillant des groupes locaux. 
La place derrière le bâtiment principal, abritant un grand nombre de bars avec terrasses, est un des plus importants lieux LGBT de Taïpei. 

## Accès
Situé dans le quartier de Ximending, le Red House Theater est proche de la station Ximen du métro de Taipei (lignes Bannan et Songshan-Xindian) ainsi que de nombreuses lignes de bus.